# Freenet Shop

Logo bis Juli 2022

Die freenet Shop GmbH (bis Juli 2022 Mobilcom-Debitel Shop GmbH, Eigenschreibweise mobilcom-debitel Shop) ist ein hundertprozentiges Tochterunternehmen der zur Freenet AG gehörigen Freenet DLS GmbH und tritt in der Öffentlichkeit unter der Marke Freenet auf. Rund 570 Ladengeschäfte werden unter der Marke in Deutschland betrieben, wovon etwa zwei Drittel eigene Filialen des Unternehmens und ein Drittel Partnerbetriebe (Franchising) sind.
Das Unternehmen entstand am 3. November 2009 durch Umfirmierung und Eingliederung der von Mobilcom betriebenen Freenet-Shops in die Dug Telecom AG mit Sitz in Oberkrämer bei Berlin.
Die seinerzeit 1000 Ladengeschäfte der zuletzt unter den Marken Freenet und Dug geführten Filialen bekamen noch im Jahr der Umfirmierung ein einheitliches Rebranding hin zur neuen Marke Mobilcom-Debitel. Die Marke Debitel war im Retailbereich bereits zuvor komplett verschwunden und durch Dug-Filialen ersetzt worden. Da auch die Freenet-Shops kurz zuvor noch unter dem Markennamen mobilcom geführt wurden, handelte es sich um einen erneuten Markenwechsel binnen nur weniger Jahre.
Ende Februar 2022 wurde bekannt, dass die Marke Mobilcom-Debitel im Juli desselben Jahres eingestellt wird und durch freenet ersetzt wird. Durch den neuen Namen wurden auch alle Shops umbenannt.